# San Pietro al Tanagro
San Pietro al Tanagro è un comune italiano di 1 674 abitanti della provincia di Salerno in Campania.

## Geografia fisica
Situato sul lato nord-occidentale del Vallo di Diano, ad un'altezza di 460 metri in prossimità della casa comunale, ha un territorio comunale di 1530 ettari ricadenti in buona parte in pianura. Confina con i paesi di Sant'Arsenio, San Rufo, Corleto Monforte, Teggiano.
- Classificazione sismica: zona 2 (sismicità media), Ordinanza PCM. 3274 del 20/03/2003.

### Clima
Il clima è quello tipico delle conche appenniniche con marcate escursioni termiche giornaliere. D'inverno, nelle nottate serene e con calma di vento, la temperatura scende facilmente sotto lo zero, per il fenomeno dell'inversione termica. Non sono rare anche le nebbie, che si possono manifestare in tutte le stagioni, anche se maggiormente in autunno-inverno. La neve generalmente fa la sua comparsa ogni anno.
Le estati si presentano soleggiate, secche e ventilate. Durante le notti estive, comunque, al calar del sole, vi è una forte escursione termica, anche di molti gradi in meno rispetto al giorno.

## Storia

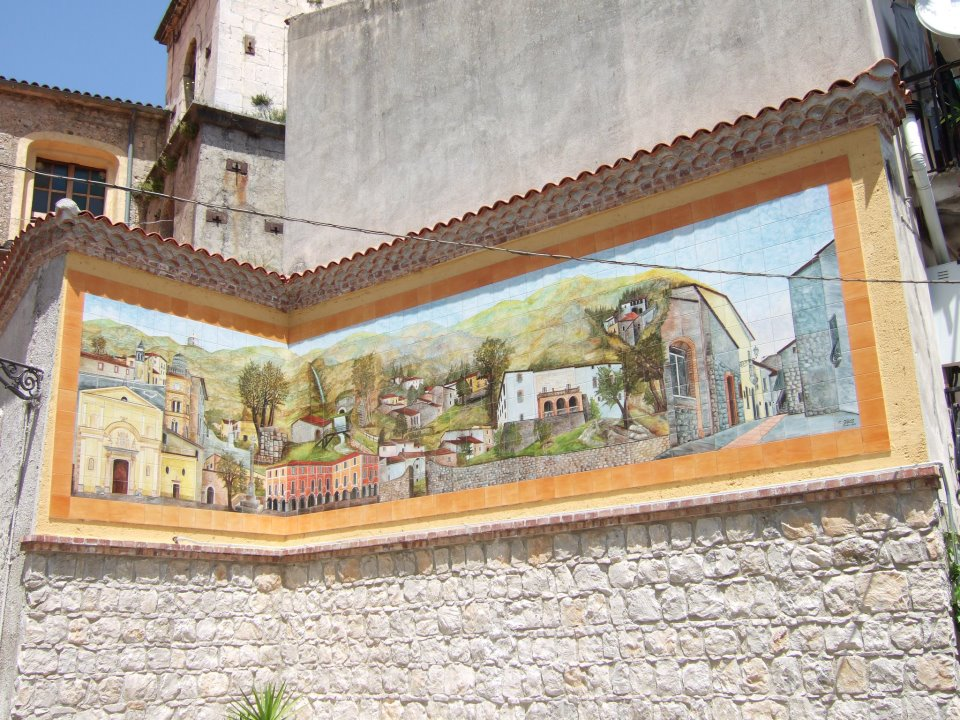
Pannello ceramico raffigurante vari scorci del paese

Il paese fu fondato in epoca molto risalente come centro rurale al bordo della pianura ed era attiguo al casle chiamato La Torre. Secondo Paolo Eterni (Storico Valdianese del XVII secolo), che scrive  -" Seguitando quella (destra della valle), alla radice del colle giace San Pietro, che fu dei Marsicani di Diano (Sanseverino), castello, anco honorato da esso Villano edificato a divozione di detto santo, quando passò per la Valle al ritorno in Italia dall'Asia nel principio di Nerone, come dice il Panvino, nel quale passaggio celebrò sacrificio della messa a Santa Maria a Pugliano di Regina pittata da San Luca e a San Pietro ad Aram in Napoli, come dice il Costo, e fuor di quello vi sono i frati Convenutali di San Francesco, moderno convento, dove sono famiglie anco Civili ed Honorate" - San Pietro, quindi, sarebbe stato fondato sotto il regno di Nerone, da San Pietro in persona.  Altri fanno risalire la fondazione di San Pietro (Al Tanagro) assieme al casale della “Torre”  ai Conti di Cajano, della famiglia normanna degli Altavilla, nel XII secolo. Cosa piuttosto improbabile perché a partire circa dal secolo XII tutta la Valle si apparteneva ai Sanseverino conti di Marsico, da cui il soprannome i Marsicani di Diano.  Dal XIII secolo l'insediamento risulterà già fra i Casali dello Stato di Diano anche se, solo dal XV° secolo esso figurerà nei Registri Angioini ai fini dell'esazione fiscale. Un documento seicentesco presente nell'Archivio Carrano di Diano (dove è anche custodito il manoscritto originale di Paolo Eterni) ci informa che nel secolo XIV il casale appartenne ai Carrano di Diano ed era già unito al casale La Torre.
Nel 1541 il Casale di San Pietro ottenne l'emancipazione dal Casale di Diano dal quale dipendeva.Fino al 1550 appartenne sempre ai Marsicano.
In quel periodo, precisamente nel 1661, attiguo alla chiesa di Santa Maria del Piano (esistente fin dal 1530), venne completato il convento dei Frati Minori Francescani, il quale, fu soppresso dalle leggi emanate in epoca napoleonica, con il Regio Decreto del 7 agosto 1809, emesso dal re di Napoli, Gioacchino Murat. Le vicende del Casale seguirono, pertanto, quelle dello Stato di Diano con i suoi Feudatari, passando dal dominio dei Sanseverino a quello dei Villano ed in ultimo ai Capecelatro, subentrati nel 1689, ad acquistarne la giurisdizione. Il secolo XVIII, secolo in cui vi fu l'incremento demografico ed il miglioramento della condizione generale della popolazione, si chiuse con il pesante sussulto rivoluzionario del 1799, che percorse tutto il Vallo di Diano, suscitando entusiasmi e rancori intorno all'albero della libertà e seminando lutti un po' in tutti i paesi.
Il secolo XIX si aprì con la venuta delle truppe napoleoniche in queste contrade (dopo la parentesi della Repubblica Napoletana del 1799, dal gennaio al giugno di quell'anno). Queste truppe, comandate dal generale Massena, attraversarono le zone del Vallo di Diano nel settembre del 1806, e giunti a San Pietro, lo misero a ferro e fuoco, radendolo al suolo, dopo che un gruppo di sanpetresi armati spararono contro di essi, colpendo a morte un capitano comandante di compagnia. Dopo la brutta avventura verificatasi con i francesi invasori, la popolazione di San Pietro, non si perdette d'animo, ricominciando a sanare i danni subiti. Qualche anno dopo si pensò di ricostruire “Ex novo”, anche la chiesa Parrocchiale, dedicata a San Pietro Apostolo, poiché piccola e inadatta a contenere tutta la popolazione sanpetrese. I lavori di ricostruzione iniziarono nel 1815 per concludersi nel 1824.
Dal 1811 al 1860 ha fatto parte del circondario di Polla, appartenente al Distretto di Sala del Regno delle Due Sicilie.
Il 1857 fu l'anno più triste per il Vallo di Diano in questo secolo. Nella notte tra il 16 e 17 dicembre di quell'anno un violento terremoto seminò morte e distruzione: nella vicina Polla vi furono 867 morti, 250 feriti, 1300 case crollate, 355 danneggiate, 18 chiese e cappelle crollate ed una pericolante. A San Pietro vi furono molti danni all'abitato con 8 vittime, molte delle quali giovanissime e una nona vittima perì sotto le rovine del carcere di Polla, nel quale si trovava.
Dal 1860 al 1927, durante il Regno d'Italia ha fatto parte del mandamento di Polla, appartenente al Circondario di Sala Consilina.
Nel 1863, dopo l'unificazione nazionale, il Comune di San Pietro fu denominato “al Tanagro”, dal nome del fiume Tanagro che attraversa il Vallo di Diano. Mentre alla fine dello stesso secolo XIX, precisamente nel 1899, si costruì la cappella, dedicata al Crocifisso, sulla cima del monte Ausiliatrice (che da essa prese il nuovo nome di Monte Crocifisso), istituendovi anche la festività annessa.

## Società
Per quanto riguarda i movimenti demografici, sappiamo che nel 1595 il Casale di San Pietro contava solo 132 fuochi (i fuochi erano i nuclei familiari, in media composti da cinque membri), che nel 1648 salivano a 140, ma a causa della peste del 1656 che causò morte in tutto il Regno di Napoli, scendevano a 95 nel 1669. Nel 1704 l'insediamento scendeva ancora, facendo censire in quella data, soltanto 71 famiglie. Nel 1708 il Casale contava solo 932 abitanti, mentre alla fine dello stesso secolo, precisamente nel 1790, la popolazione era risalita a 2.720 abitanti, facendo registrare un record demografico. La popolazione rimase stabile fino al 1871, poiché in quel censimento si contarono 2.611 abitanti, ma il pesante fenomeno di emigrazione, specialmente verso le Americhe, avutosi tra la fine del XIX secolo e l'inizio del successivo, portò il Comune a livelli di spopolamento: 1.838 abitanti nel 1911 e 1.543 nel 1921. Nella metà del XX secolo, nel censimento del 1951 la popolazione era riuscita a risalire a 1.737 unità, ma una nuova ondata di emigrazione la faceva ridurre nel 1961 a 1.597 unità. Al censimento del 1971 il numero degli abitanti era di 1.562 e nel 1976 a 1.559. Nell'ultimo scorcio del XX secolo a 1.705 abitanti e all'inizio del 2004 i residenti censiti erano 1.710 unità.

### Evoluzione demografica
Abitanti censiti

## Infrastrutture e trasporti
- Strada Regionale 426 Polla-S.Arsenio-S.Pietro-Innesto SS 166 (per S.Rufo).
- Strada Provinciale 39/a Innesto SS 166(S.Marzano)-Prato Perillo.

## Amministrazione
Il comune fa parte della comunità montana Vallo di Diano e dell'Unione dei comuni Sant'Arsenio, San Rufo e San Pietro al Tanagro.
Le competenze in materia di difesa del suolo sono delegate dalla Campania all'Autorità di bacino interregionale del fiume Sele.